# 工藤由愛
工藤 由愛（くどう ゆめ、2004年9月28日 - ）は、日本の歌手、アイドル。女性アイドルグループJuice=Juiceのメンバー。
北海道札幌市出身。アップフロントプロモーション所属。

## 略歴
2016年
- 『ハロー!プロジェクト『北海道限定』メンバーオーディション』に合格し、7月30日、太田遥香・佐藤光・石栗奏美・河野みのり・北川亮・山﨑愛生とともにハロプロ研修生北海道に加入。

2019年
- 5月、『Hello! Project 研修生発表会2019 〜春の公開実力診断テスト〜』にてBerryz工房の「ROCKエロティック」を披露し、『ダンス賞』を受賞。
- 6月14日、Juice=Juiceへの加入が発表された。
- 10月23日、「「ひとりで生きられそう」って それってねえ、褒めているの?/25歳永遠説」でJuice=Juiceとしてメジャーデビュー。

2022年
- 7月7日、メンバーカラーを当初のライトピンクからピンクへ変更した。
- 9月28日、1st写真集『多幸感〜タコカン〜』を発売。

2023年
- 9月28日、2nd写真集『多幸感②〜タコカン②〜』を発売。

2024年
- 4月20日、Instagramを開始。
- 10月3日、咽頭炎と診断されたことを報告、万全な状態でパフォーマンスが出来ないと判断し、同日開催を予定していたイベントの開催延期を発表。翌日4日のイベントについても欠席することを当日発表。翌々日5日のJuice=Juiceのコンサートよりステージ復帰。

2025年
- 5月5日、咽頭炎と診断されたことを報告、またそれにより声が出ない状態のため、同日及び翌日6日のJuice=Juiceのコンサートについて、ダンスパフォーマンスのみの参加とことを発表。

## 人物
- メンバーカラーはピンク[7]。
- 3姉弟で1歳上の姉と5歳下の弟がおり、全員「愛」の字が入っている[16]。
- 同じグループのメンバー遠藤彩加里とははとこの関係にあることを2025年5月15日のイベントで初めて公表した[17][18]。
- 自身のニックネームの通り、無類のタコ好きである。タコそのものを食べるだけでなく、タコ関連のキャラクターグッズを集めることを自身の趣味としている[19][20]。他にピアノや折り紙も趣味としている[2][21]。
- ブログでは「〜したこと」といったような文中に「たこ」が出てくる場合、「〜しタコと」という風にカタカナ変換する。その変換はすべて手動でしているという[22]。
- 好きなスポーツはバドミントン[2]。
- メンバーからは、先輩メンバーを中心に「たこ」と呼ばれている[23][24][25][26]。これは、本人が自分のことを「たこ」と呼んでほしいという意向によるものである[27]。また、Juice=Juiceでは同期の松永里愛とのコンビは「ゆめりあい」と呼ばれている[28]。
- 座右の銘は「夢は逃げない、逃げるのはいつも自分だ」[2]。

## 出演

### ラジオ
- Hello! to meet you!（2016年10月 - 2019年6月、HBCラジオ）

### テレビ
- あなたとツクルまちコミュニケーション。 情報番組 マチコミ（2022年3月3日、テレビ埼玉）[29]
- 御社でインターンよろしいでしょうか?（2025年6月22日、BS-TBS） ※同グループの遠藤彩加里と共にインターン生として出演

### コンサート
- M-line Special 2022 〜My Wish〜（2022年10月2日、NHK大阪ホール、昼夜2公演） - ゲスト出演[30]
- M-line Special 2023 〜Magical Wish〜（2023年4月28日、めぐろパーシモンホール、1公演） - ゲスト出演[31]
- RISA OGATA CONCERT「Coeur à coeur」（2023年8月15日・16日、COTTON CLUB、4公演） - Support Dancer[32]
- RISA OGATA CONCERT「éclatant」（2023年10月30日・31日、COTTON CLUB、4公演） - Support Dancer[33]

### イベント
- グローバルフェスタJAPAN2024（2024年9月29日、新宿住友ビル 三角広場）

## 書籍

### 写真集
- 多幸感〜タコカン〜（2022年9月28日、オデッセー出版、撮影：根本好伸）ISBN 978-4-908643-80-4[8]
- 多幸感②〜タコカン②〜（2023年9月28日、オデッセー出版、撮影：根本好伸）ISBN 978-4-908643-94-1[9]

### 雑誌連載
- 月刊アクアライフ「Juice=Juice工藤由愛の目指せ、タコンプ!」（2021年10月号 - 、エムピー・ジェー）[34]

## 参加ユニット
- Juice=Juice（2019年 - ）
- ハロプロ・オールスターズ（2020年）